# Ne hagyd magad, Pitkin!
A Ne hagyd magad, Pitkin! (eredeti cím: A Stitch in Time), 1963-ban bemutatott brit fekete-fehér filmvígjáték, Norman Wisdom főszereplésével, rendezője Robert Asher.

## Cselekmény
Norman Pitkin hentessegédként dolgozik egy régi vágású hentesmesternél, Mr Grimsdale-nél. Egy napon egy fiatal rabló támadja meg az üzletet, pénzt és értéktárgyakat követelve. Norman azt javasolja Mr Grimsdale-nek, értékes családi arany zsebóráját vegye a szájába, hogy a rabló ne találja meg. Sajnos Mr Grimsdale véletlenül lenyeli a zsebórát, és a mentők – sok viszontagság után – kórházba szállítják. Norman meglátogatja, és ügyetlenségével (más Norman Wisdom-filmekhez hasonlóan) hatalmas káoszt és felfordulást okoz. Mr Grimsdale hálás, hogy megmentették az életét, és elhatározza, maga is sebészorvosnak jelentkezik, hogy hasonló jókat tehessen a beteg emberiséggel, hiszen amúgy is kiválóan bánik a késsel és fűrésszel.
Norman a kórházban találkozik egy Lindy nevű leánnyal, akinek szülei meghaltak repülőgép-szerencsétlenségben, és Lindy azóta sem mosolyogni, sem beszélni nem tud. A gyógyult Mr Grimsdale-t és Normant kirakják a kórházból, de beállnak dolgozni a Szent János Mentőbrigádhoz, hogy Norman találkozhasson Lindyvel. Norman újabb és újabb félreértéseket és káoszt okoz. Egy jótékonysági bálon, ahol a Szent János Mentőbrigád zenekara is műsort ad, Lindy meglátogatja Normant, aki kétbalkezességével teljes zűrzavart támaszt, és mindent romba dönt. Végül azonban Norman mégis helyrehoz mindent, megmenti a Mentőbrigád reputációját is, amikor megható beszédet intéz a jelenlévőkhöz, akik ennek hatására jelentős adományokat tesznek a bál jótékony céljaira.

## Szereposztás
| Szerep                          | Színész         | Magyar hangja (1. szinkron, 1995) |
| ------------------------------- | --------------- | --------------------------------- |
| Norman Pitkin                   | Norman Wisdom   | Szacsvay László                   |
| Mr. Grimsdale                   | Edward Chapman  | Makay Sándor                      |
| Jeanette Haskell nővér          | Jeanette Sterke | Tóth Ildikó                       |
| Sir Hector, klinika-igazgató    | Jerry Desmonde  | Velenczey István                  |
| Lady Brinkley                   | Jill Melford    | Menszátor Magdolna                |
| Crankshaw professzor            | Ernest Clark    | Szokolay Ottó                     |
| Főnővér                         | Hazel Hughes    | Halász Aranka                     |
| Amy                             | Patsy Rowlands  | Kocsis Mariann                    |
| Russell kapitány, mentőbrigádos | Peter Jones     | Szersén Gyula                     |
| Welsh kapitány, mentőbrigádos   | Glyn Houston    | Melis Gábor                       |
| Lindy                           | Lucy Appleby    | Dögei Éva                         |
| Betty nővér                     | Vera Day        | Györgyi Anna                      |
| Rudkin nővér                    | Penny Morrell   | Kiss Erika                        |
| Dr. Meadows                     | Patrick Cargill | Uri István                        |
| Fejfájós férfi                  | Julian Orchard  | Beregi Péter                      |

## További információ
- Ne hagyd magad, Pitkin! a PORT.hu-n (magyarul)
- Ne hagyd magad, Pitkin! az Internetes Szinkronadatbázisban (magyarul)
- Ne hagyd magad, Pitkin! az Internet Movie Database-ben (angolul)
- Ne hagyd magad, Pitkin! a Rotten Tomatoeson (angolul)
- Ne hagyd magad, Pitkin! a Box Office Mojón (angolul)

- David Parkinson: A Stitch in Time. Robert Asher (1963). radiotimes.com. [2018. május 19-i dátummal az eredetiből archiválva]. (Hozzáférés: 2021. február 18.)

- Ne hagyd magad, Pitkin! (1963), filmek magyar szinkronnal. videa.hu. (Hozzáférés: 2021. február 18.)